# La bellissima Giulietta e il suo povero padre grafomane
La bellissima Giulietta e il suo povero padre grafomane è il secondo album in studio del rapper italiano Murubutu, pubblicato il 28 giugno 2011 per l'etichetta discografica indipendente Mandibola Records/Irma Records.

## Tracce
Testi di Murubutu.
1. Introduzione – 1:18
2. Mari infiniti – 3:36
3. Anna e Marzio (feat. Alan Halftones) – 4:30
4. Quando venne lei (feat. Santa) – 2:45
5. Le stesse pietre – 4:18
6. La collina dei pioppi (Ice One Refix) – 3:50
7. Scende la sera (interludio) – 1:33
8. Martino e il ciliegio – 4:43
9. Le dodici fatiche (feat. U.G.O., Il Tenente, Yanez Muraca, DJ Caster) – 3:53
10. L'ussaro triste – 4:06
11. Falso e vero (feat. Malosmokie's, Vara) – 4:45 (testo: Vara, Malosmokie's, Murubutu)
12. La bellissima Giulietta – 3:27
13. Conclusione – 2:59
14. L'uomo che non dimenticava nulla (feat. Vara) – 8:52 (testo: Vara, Murubutu)
15. La collina dei pioppi (Ice One Remix) – 4:12

Durata totale: 58:47

## Formazione
- Murubutu – voce
- DJ Caster – produzione (tracce 1, 5, 7, 9 e 13), scratch (traccia 9)
- DJ S.I.D. – produzione (traccia 2)
- DJ K.O. – produzione (tracce 3 e 6)
- DJ T-Robb – produzione (traccia 4)
- Il Tenente – produzione (traccia 8), voce aggiuntiva (traccia 9)
- Yanez Muraca – produzione (tracce 10 e 12), voce aggiuntiva (traccia 9)
- Malosmokie's – produzione, voce aggiuntiva (traccia 11)
- Vanilla – produzione (traccia 14)
- Alan Halftones – flauto, sassofono (traccia 3)
- Santa – chitarra elettrica (tracce 4)
- U.G.O. – voce aggiuntiva (traccia 9)
- Vara – voce aggiuntiva (tracce 11 e 14)